# Cany-Barville
Cany-Barville – miejscowość i gmina we Francji, w regionie Normandia, w departamencie Sekwana Nadmorska.
Według danych na rok 1990 gminę zamieszkiwało 3349 osób, a gęstość zaludnienia wynosiła 247 osób/km² (wśród 1421 gmin Górnej Normandii Cany-Barville plasuje się na 72. miejscu pod względem liczby ludności, natomiast pod względem powierzchni na miejscu 184.).